# Holiday (пісня Ванесси Аморозі)
«Holiday» — п'ятий сингл четвертого студійного альбому австралійської співачки Ванесси Аморозі — «Hazardous». В Австралії пісня вийшла 13 серпня 2010.
22 серпня 2010 Ванесса виконала пісню на австралійському теле-шоу «Танці з зірками».

## Список пісень
Цифровий міні-альбом
1. "Holiday" — 3:16
2. "Holiday" (ремікс від Buzz Junkies) [версія для радіо] — 3:51
3. "Mr. Mysterious" (денс психо-ремікс від Dude Macho) — 4:09

## Музичне відео
Відеокліп був знято в Британії і зрежисований Деном Раттлеєм .

## Чарти
| Чарт (2010)              | Місце |
| ------------------------ | ----- |
| Australian Singles Chart | 42    |